# Brnjarci
Brnjarci (makedonska: Брњарци) är en ort i Nordmakedonien. Den ligger i den centrala delen av landet, 10 kilometer öster om huvudstaden Skopjes centrum. Brnjarci ligger 289 meter över havet och antalet invånare är 384.